# جوزپه اونگارتی
جوزِپه اونگارِتی (به ایتالیایی: Giuseppe Ungaretti) (زادهٔ ۱۸۸۸ اسکندریه - درگذشتهٔ ۱۹۷۰ میلان)، شاعر، روزنامه‌نگار و مقاله‌نویس ایتالیایی بود.

## زندگی
جوزپه اونگارتی دوران کودکیش را در یک خانواده مرفه در شهر بندری اسکندریه گذراند، جایی که کنستانتینو کاوافیس نیز زندگی می‌کرد. سال ۱۹۰۶ به پاریس رفت و در کالج فرانسه به تحصیل پرداخت. در جنگ جهانی اول در جبهه‌های فرانسه و ایتالیا حضور داشت و با دیدن صحنه‌های جنگ ضربه شدید روحی بر او وارد آمد. در سال ۱۹۲۰ به رم و در سال ۱۹۳۶ به آمریکای جنوبی مهاجرت کرد و در دانشگاه سائو پائولو برزیل به تدریس ادبیات ایتالیا پرداخت. پس از جنگ جهانی دوم به ایتالیا بازگشت و در همان‌جا در سال ۱۹۷۰ درگذشت. چوزپه اونگارتی به هنگام مرگ از خود ده‌ها اثر ارزشمند هنری و ادبی به یادگار گذاشت.